# Sepp De Roover
Sepp De Roover (født 12. november 1984 i Geel) er en belgisk fodboldspiller, der i øjeblikket spiller for FC Groningen. Han fik sin debut i professionel fodbold da han spillede for FC Eindhoven i perioden 2005-2006, før han skiftede til Sparta Rotterdam i 2006. I 2008 skrev han kontrakt med FC Groningen. 
Sepp De Roover spillede for det belgiske fodboldlandshold under Sommer-OL 2008.